# Comuna Nykvarn
Nykvarn (Nykvarns kommun) este o comună din comitatul Stockholms län, Suedia, cu o populație de 9.523 locuitori (2013).

## Geografie

### Zone urbane
Lista celor mai mari zone urbane din comună (anul 2015) conform Biroului Central de Statistică al Suediei:
| Nr | Zona urbană           | Pop.  |
| -- | --------------------- | ----- |
| 1  | Nykvarn               | 7.327 |
| 2  | Stensättra tomtområde | 236   |
| 3  | Finkarby              | 220   |

## Demografie
| \| Evoluția demografică în comuna Nykvarn, 2000–2015 \| Evoluția demografică în comuna Nykvarn, 2000–2015 \| Evoluția demografică în comuna Nykvarn, 2000–2015 \| Evoluția demografică în comuna Nykvarn, 2000–2015 \| Evoluția demografică în comuna Nykvarn, 2000–2015 \| \| ----------------------------------------------------------------------------------------------------- \| ------------------------------------------------- \| ------------------------------------------------- \| ------------------------------------------------- \| ------------------------------------------------- \| \| An \| \| \| Locuitori \| \| \| 2000 \| 2000 \| \| 8052 \| 8052 \| \| 2005 \| 2005 \| \| 8354 \| 8354 \| \| 2010 \| 2010 \| \| 9331 \| 9331 \| \| 2015 \| 2015 \| \| 10192 \| 10192 \| \| Sursa: SCB - Statistika Centralbyrån, Folkmängd efter region, civilstånd, ålder och kön. År 1968–2016 \| \| \| \| \| |      |  |           |       |
| Evoluția demografică în comuna Nykvarn, 2000–2015 |      |  |           |       |
| An |      |  | Locuitori |       |
| 2000 | 2000 |  | 8052      | 8052  |
| 2005 | 2005 |  | 8354      | 8354  |
| 2010 | 2010 |  | 9331      | 9331  |
| 2015 | 2015 |  | 10192     | 10192 |
| Sursa: SCB - Statistika Centralbyrån, Folkmängd efter region, civilstånd, ålder och kön. År 1968–2016 |      |  |           |       |